# Orthotrichum bistratosum
Orthotrichum bistratosum là một loài Rêu trong họ Orthotrichaceae. Loài này được (Schiffner) J. Guerra mô tả khoa học đầu tiên năm 1985.